# Helga Lindner
Helga Lindner, verehel. Härtel (* 5. Mai 1951 in Chemnitz; † 3. November 2021 ebenda) war eine deutsche Schwimmerin, die für die DDR startete.

## Werdegang
Lindners internationale Karriere begann bei den Olympischen Spielen 1968 in Mexiko-Stadt, wo sie über 200 Meter Schmetterling nur um eine Zehntelsekunde den Olympiasieg verfehlte und der Niederländerin Ada Kok überlassen musste.
Im Finale der 100-Meter-Schmetterling-Entscheidung wurde sie schließlich Achte.
Bei den Schwimmeuropameisterschaften 1970 in Barcelona konnte sie ihre einzigen beiden internationalen Titel erringen, als sie jeweils Europameisterin über 200 Meter Schmetterling und mit der 4-mal-100-Meter-Lagenstaffel der DDR wurde. Über 100 Meter Schmetterling gewann sie zudem die Silbermedaille.
Bei den Olympischen Sommerspielen 1972 in München trat Lindner nochmals über die 200-Meter-Schmetterlingsstrecke an, konnte aber die Silbermedaille von Mexiko-Stadt nicht wiederholen und wurde letztlich Sechste.

### Trivia
Helga Lindner war die Cousine der Schwimmerin Renate Vogel, die 1973 Weltmeisterin über 100 Meter und 200 Meter Brust wurde.

## Auszeichnungen (Auswahl)
- 1968 und 1970 – Vaterländischer Verdienstorden in Bronze